# Campoli (Mulazzo)
Campoli è una frazione del comune italiano di Mulazzo, nella provincia di Massa-Carrara, in Toscana.

## Monumenti e luoghi d'interesse

### Oratorio della Presentazione della Beata Vergine Maria
L'oratorio della Presentazione della Beata Vergine Maria risale al XVII secolo. Sorge all'incrocio delle due vie principali del paese ed è intonacato sia all'interno che all'esterno. La facciata presenta un'unica finestra laterale, dalla cornice in pietra, mentre sopra al portale si trova un piccolo rosone; una caratteristica originale è costituita dall'interruzione del timpano ed il proseguimento di parte della facciata per andare a formare un campanile a vela a due arcate. L'interno, ad aula unica, si presenta spoglio e poco decorato: gli unici elementi decorativi sono due colonne con dei capitelli in marmo colorati che dividono l'aula in due campate per separare il presbiterio dal resto della chiesa. Dietro all'altare è scavata una nicchia che ospita una statua variopinta di una Maria con bambino. L'oratorio è dipendente dalla parrocchia di San Matteo di Lusuolo.

### Statua stele
Nei pressi di Campoli è stata rinvenuta una statua stele di sesso maschile, del gruppo C, di arenaria grigia, risalente all'era preistorica, ma rilavorata nell'Età del Ferro. A stabilire il sesso sono scolpiti due giavellotti e una spada nelle mani ed una cintura. Originariamente era, molto probabilmente, classificabile nel gruppo A. Gli abitanti di Campoli, già dal momento del ritrovamento all'inizio del XX secolo, la posizionarono davanti alla facciata dell'oratorio, di lato, come a guardare le persone che entravano nella chiesa, e la murarono parzialmente, affinché nessuno potesse rubarla. La statua è stata sostituita nel 2018 con un calco, dopo il suo trasferimento al Museo delle statue stele lunigianesi di Pontremoli.